# NGC 1131
NGC 1131 في الفهرس العام الجديد، هي مجرة، تقع في كوكبة حامل رأس الغول. اكتشفت في 8 ديسمبر 1855 بواسطة ويليام بارسونز.

## روابط خارجية
- NGC 1131 على موقع ويكي سكاي: DSS2, SDSS, GALEX, IRAS, Hydrogen α, X-Ray, Astrophoto, Sky Map, Articles and images